# Stomil Olsztyn
OKS Stomil Olsztyn is een op 15 juli 1945 opgerichte voetbalclub uit de stad Olsztyn in Polen. Tussen 2004-2012 hanteerde de club de naam OKS 1945 Olsztyn. De club speelt vanaf het seizoen 2012/13, na promotie uit de II liga (groep oost), in de I Liga. De clubkleuren zijn wit-blauw.
De club speelde van 1994 tot 2002 acht seizoenen in de Ekstraklasa (de hoogste voetbaldivisie) waarin de zesde plaats in het seizoen 1995/96 de hoogste eindpositie was. In de Puchar Polski bereikte de club in de seizoenen 1998/99 en 2000/01 de kwartfinale.